# Stephenson 1
Stephenson 1 es un cúmulo abierto de la constelación de Lyra situado inmediatamente al lado de la estrella variable rojiza Delta2 Lyrae; su posición es: Ascensión Recta 18h 53m 30s y Declinación +36º 55’ 00” (equinoccio 2000). Fue descubierto en 1959 por el astrónomo norteamericano C. B. Stephenson en un estudio espectroscópico de la zona.
Se estima que se halla a unos 1.270 años luz de la Tierra (aproximadamente 390 parsecs), ya que las distintas estrellas que lo forman presentan un movimiento propio muy reducido mientras que su paralaje no ha sido determinado por la sonda Hipparcos. Su magnitud aparente conjunta es +3,8 en banda V (magnitud visual) y +4,58 en banda B (magnitud fotográfica).
Contiene unas 250 estrellas entre la magnitud 2 y 14 aproximadamente, siendo los astros dominantes Delta 1 y Delta 2 Lyrae, ambos miembros del cúmulo por su velocidad radial (entre -24 y -26 km/s: se aproxima a la Tierra) y muy reducido movimiento propio: la primera es de color azulado y la segunda rojiza. Un estudio espectroscópico realizado por los astrónomos británicos Harding y Candy desde Cottamia (Egipto), en el año 1968, demostró que contiene al menos ocho estrellas dobles espectroscópica de períodos cortos (menos de una semana).
Es un cúmulo joven con una edad estimada de 50 a 90 millones de años según las fuentes: su diagrama H-R es el típico de los cúmulos jóvenes con una Secuencia principal muy marcada dominada por estrellas gigantes azules o blancas, además de otros astros de menor brillo amarillos, anaranjados y rojizos; la Secuencia de las Binarias confirma la presencia de una docena de binarias espectroscópicas que pertenecen al mismo.
Según un estudio reciente de Kharchenko et al. (2005) el cúmulo se aproxima a nuestro Sol (debido al movimiento de nuestra estrella hacia la constelación de Lyra) a una velocidad de 21,5 km/s, dista de la Tierra en torno a 373 parsecs (unos 1216 años luz) y su edad puede estimarse próxima a 48.9 millones de años.
Contiene al menos ocho sistemas binarios del tipo estrella binaria espectroscópica, los cuales no pueden ser resueltos en sus componentes individuales debido a la reducida distancia entre ellas: sólo pueden ser estudiados por el movimiento periódico de estas líneas en el espectro o fotométricamente, en busca de una posible variabilidad.
La única binaria eclipsante descubierta hasta la fecha (marzo de 2017) es la estrella azul BD +36 3317 (VSX J185422.2+365107), un sistema binario de tipo Algol formado por una estrella primaria blanca (espectro A0 V) de magnitud 8.77 en banda V y una estrella invisible, seguramente un poco más fría y pequeña (de tipo espectral A5 V según un trabajo reciente ), que la eclipsa con una periodicidad igual a 4.30216 días; fue descubierta en el año 2006 por miembros del Observatorio Astronómico Norba Caesarina (de Cáceres, España) empleando un telescopio catadióptrico de 20 cm de abertura equipado con cámara CCD trabajando en banda V.
No contiene estrellas de tipos extremos, tales como enanas blancas o estrellas de neutrones, debido a la excesiva juventud de sus astros componentes y a que prácticamente éstos no han tenido tiempo de evolucionar todavía (excepto la estrella de gran masa Delta2); curiosamente tampoco existen rastros de nebulosidad remanente en sus inmediaciones salvo dos minúsculos objetos, en forma de "cometa", de intenso color azul.
En la zona se aprecian al menos una docena de pequeñas galaxias de tipos espirales y globulares: su reducido tamaño y brillo dan fe de su gran distancia.
El trabajo fotométrico más reciente data de febrero de 2010 y en él no se han detectado más variables en un conjunto de 10 estrellas candidatas analizadas  con filtros V y R. Un estudio espectroscópico de la brillante estrella Delta1 Lyr se ha publicado a inicios de 2010 , otro de Delta 2 ha aparecido el mismo año mientras que uno más (que cubre otras 18 estrellas) ha sido dado a la luz recientemente en el mismo site .
En febrero de 2012 se ha publicado otro trabajo, "Estudio fotométrico y espectroscópico de Stephenson 1" (V.I.U., Valencian International University, Máster de Astronomía y Astrofísica), en el que se estudia fotométricamente y espectroscópicamente el cúmulo confirmando la existencia de unas 200 componentes hasta la magnitud 14.ª, se presenta un estudio de la Secuencia de las Binarias, se analiza la distancia, la metalicidad, la evolución estelar a partir de la Secuencia Principal, se ofrece una modelización del sistema binario eclipsante BD +36 3317 a la vez que se presentan y estudian las dos únicas nebulosas de polvo y gas que contiene: se trata de dos cuerpos fuertemente azules, con aspecto "cometario", de entre 10 y 15" de longitud con todo el aspecto de ser dos pequeñas y débiles nebulosas de reflexión; en imágenes profesionales (visor Aladin,) aparecen como dos estrellas azules, de magnitud 16 y 17 en banda V, de las cuales parten sendas colas abanicadas de idéntico color. La mayor de ellas presenta una pequeña barra transversal en su interior. Ambos cuerpos son muy visibles en imágenes tomadas por el survey 2MASS en luz infrarroja (bandas J, H y K).
En septiembre de 2015 se ha publicado un catálogo de 17 objetos no estelares en la zona del cúmulo, de los cuales la mayoría son lejanas galaxias situadas más allá de los 750-800 millones de años luz: la mayoría de ellas son elípticas, aunque hay tres espirales.